# 小町祐史
小町 祐史（こまち ゆうし、1946年7月25日 - ）は、日本の情報工学者・知的財産学者。大阪工業大学情報科学部情報メディア学科元教授。工学博士（早稲田大学）。IEC/TC 100 AGS(戦略諮問委員会)2007議長およびISO/IEC JTC 1/SC34におけるConvener/Project Editor。AFII(Association for Font Information Interchange)ボードメンバー。総務省電子自治体のシステム構築のあり方に関する検討会2006学識委員。画像電子学会フェロー・2014会長。
専門は、マルチメディア情報管理（文書記述言語、光ディスク論理フォーマット）・画像工学、知的財産学（特に国際標準化・工業所有権・特許）・技術マネジメント。

## 略歴
1970年早稲田大学理工学部電気通信学科卒業。1976年同大学大学院理工学研究科博士課程修了、工学博士（早稲田大学）。東京理科大学講師、東京大学生産技術研究所助手などを経て、1991年松下伝送システム（現：パナソニックコミュニケーションズ）技術研究所次長。2001年同社ドキュメント技術研究所副理事などを経て、2006年大阪工業大学情報科学部情報メディア学科教授。2013年大阪工業大学退官。
大阪工業大学情報科学部において、主に情報工学と知的財産学の融合に貢献した。また、ISO/IEC JTC 1/SC 34およびIEC/TC 100のメンバーとして、文書記述言語・マルチメディア機器・システムの国際標準化作業に携わった。退官後は、国士舘大学総合知的財産法学研究科客員教授も務めた。
主な所属学会は、情報処理学会、IEEE、画像電子学会、日本音響学会。主な受賞は、画像電子学会フェロー(2013)、情報処理学会業績賞(2005)、工業標準化功労者表彰(産業技術環境局長表彰)2017受賞。光産業技術振興協会創立40周年記念功労者表彰(2021)。主な著書は、標準化／特許／知的財産戦略2011（共著、インプレスR&D2011、学術書）。

## 主な研究
- 議会情報の利用促進とWebの多言語表示[8]
- 国際標準化および標準化人材育成の評価モデル[9]
- XMLの標準化に関する研究
- 文書スタイルオブジェクトのユニバーサルデザイン(UD)
- OSにおける個人化情報交換の可能性とその問題点
- 携帯電話内蔵カメラでの撮影時の画像・信号表示と撮影音表示の検討
- 博物館情報探索における関連語の順位を考慮した到達容易性の評価 - 京都高度技術研究所(ASTEM)・国立歴史民俗博物館との共同研究[10]

情報工学・知的財産学の対外啓蒙活動として、大阪工業大学知的財産専門職大学院主催の「第3回標準化と人材育成セミナー2015〜 国際標準化の重要性と企業の課題」での講師（テーマ：マルチメディア・ICT分野における標準化とその活用）、情報報知識学会主催第7回SGML/XML研修フォーラム2002で講師（テーマ：XMLの標準化）を務めている。  